# Major League Baseball 2018
La stagione della Major League Baseball 2018 si è aperta il 29 marzo 2018 con l'incontro tra i San Francisco Giants e Los Angeles Dodgers e si è conclusa il 30 settembre 2018.
Il draft si è tenuto tra il 4 e il 6 giugno a Secaucus, New Jersey. L'All-Star Game si è tenuto il 17 luglio al Nationals Park di Washington.
Al termine della stagione regolare sono stati registrati 69 671 272 spettatori, con una media di 28 660 spettatori per incontro.

## Stagione regolare

### American League
East Division
| Squadra           | Vittorie | Sconfitte | Perc. | GB |
| ----------------- | -------- | --------- | ----- | -- |
| Boston Red Sox    | 108      | 54        | .667  | —  |
| New York Yankees  | 100      | 62        | .617  | 8  |
| Tampa Bay Rays    | 90       | 72        | .556  | 18 |
| Toronto Blue Jays | 73       | 89        | .451  | 35 |
| Baltimore Orioles | 47       | 115       | .290  | 61 |

Central Division
| Squadra            | Vittorie | Sconfitte | Perc. | GB |
| ------------------ | -------- | --------- | ----- | -- |
| Cleveland Indians  | 91       | 71        | .562  | —  |
| Minnesota Twins    | 78       | 84        | .481  | 13 |
| Detroit Tigers     | 64       | 98        | .395  | 27 |
| Chicago White Sox  | 62       | 100       | .383  | 29 |
| Kansas City Royals | 58       | 104       | .358  | 33 |

West Division
| Squadra            | Vittorie | Sconfitte | Perc. | GB |
| ------------------ | -------- | --------- | ----- | -- |
| Houston Astros     | 103      | 59        | .636  | —  |
| Oakland Athletics  | 97       | 65        | .599  | 6  |
| Seattle Mariners   | 89       | 73        | .549  | 14 |
| Los Angeles Angels | 80       | 82        | .494  | 23 |
| Texas Rangers      | 67       | 95        | .414  | 36 |

1. 1 2 3  Vincitore division
2. 1 2  Wildcard

### National League
East Division
| Squadra               | Vittorie | Sconfitte | Perc. | GB   |
| --------------------- | -------- | --------- | ----- | ---- |
| Atlanta Braves        | 90       | 72        | .556  | —    |
| Washington Nationals  | 82       | 80        | .506  | 8    |
| Philadelphia Phillies | 80       | 82        | .494  | 10   |
| New York Mets         | 77       | 85        | .475  | 13   |
| Miami Marlins         | 63       | 98        | .391  | 26.5 |

Central Division
| Squadra             | Vittorie | Sconfitte | Perc. | GB   |
| ------------------- | -------- | --------- | ----- | ---- |
| Milwaukee Brewers   | 96       | 67        | .589  | —    |
| Chicago Cubs        | 95       | 68        | .583  | 1    |
| St. Louis Cardinals | 88       | 74        | .543  | 7.5  |
| Pittsburgh Pirates  | 82       | 79        | .509  | 13   |
| Cincinnati Reds     | 67       | 95        | .414  | 28.5 |

West Division
| Squadra              | Vittorie | Sconfitte | Perc. | GB   |
| -------------------- | -------- | --------- | ----- | ---- |
| Los Angeles Dodgers  | 92       | 71        | .564  | —    |
| Colorado Rockies     | 91       | 72        | .558  | 1    |
| Arizona Diamondbacks | 82       | 80        | .506  | 9.5  |
| San Francisco Giants | 73       | 89        | .451  | 18.5 |
| San Diego Padres     | 66       | 96        | .407  | 25.5 |

1. 1 2 3  Vincitore division
2. 1 2  Wildcard

### Game 163
Il 1º ottobre 2018 vennero disputate due partite extra per determinare la classifica finale della National League Central e National League West.
La partita tra Cubs e Brewers decise quale squadra sarebbe stata top seed nella National League e quale avrebbe giocato il wild card game in casa. L'altra partita fu disputata tra Dodgers e Rockies.

### All-Star Game

Il logo dell'All-Star Game 2018

L'All-Star Game si è svolto il 17 luglio al Nationals Park di Washington e ha visto la vittoria dell'American League All-Stars per 8-6.

#### All-Star Game MVP
- Alex Bregman

### Record Individuali

#### American League
| Stat. | Giocatore              | Tot. |
| ----- | ---------------------- | ---- |
| AVG   | Mookie Betts (BOS)     | .346 |
| HR    | Khris Davis (OAK)      | 48   |
| RBI   | J.D. Martinez (BOS)    | 130  |
| R     | Mookie Betts (BOS)     | 129  |
| R     | Francisco Lindor (CLE) | 129  |
| H     | Whit Merrifield (KC)   | 192  |
| SB    | Whit Merrifield (KC)   | 45   |

| Stat | Giocatore              | Tot.  |
| ---- | ---------------------- | ----- |
| W    | Blake Snell (TB)       | 21    |
| L    | Dylan Bundy (BAL)      | 16    |
| L    | James Shields (CWS)    | 16    |
| ERA  | Blake Snell (TB)       | 1.89  |
| K    | Justin Verlander (HOU) | 290   |
| IP   | Corey Kluber (CLE)     | 215.0 |
| SV   | Edwin Díaz (SEA)       | 57    |

#### National League
| Stat | Giocatore              | Tot. |
| ---- | ---------------------- | ---- |
| AVG  | Christian Yelich (MIL) | .326 |
| HR   | Nolan Arenado (COL)    | 38   |
| RBI  | Javier Báez (CHC)      | 111  |
| R    | Charlie Blackmon (COL) | 119  |
| H    | Freddie Freeman (ATL)  | 191  |
| SB   | Trea Turner (WAS)      | 43   |

| Stat | Giocatore           | Tot.  |
| ---- | ------------------- | ----- |
| W    | Jon Lester (CHC)    | 18    |
| W    | Miles Mikolas (STL) | 18    |
| W    | Max Scherzer (WAS)  | 18    |
| L    | Tanner Roark (WAS)  | 15    |
| ERA  | Jacob deGrom (NYM)  | 1.70  |
| K    | Max Scherzer (WAS)  | 300   |
| IP   | Max Scherzer (WAS)  | 220.2 |
| SV   | Wade Davis (COL)    | 43    |

## Postseason

### Tabellone
|  | Division Series | Division Series   | Division Series     |                     |                     | League Championship Series | League Championship Series | League Championship Series |  |  | World Series | World Series   | World Series |
|  |                 |                   |                     |                     |                     |                            |                            |                            |  |  |              |                |              |
|  | 1               | Boston Red Sox    | 3                   |                     |                     |                            |                            |                            |  |  |              |                |              |
|  | 4               | New York Yankees  | 1                   |                     |                     |                            |                            |                            |  |  |              |                |              |
|  | 4               | New York Yankees  | 1                   |                     | 1                   | Boston Red Sox             | 4                          |                            |  |  |              |                |              |
|  | American League |                   |                     |                     | 1                   | Boston Red Sox             | 4                          |                            |  |  |              |                |              |
|  |                 | 2                 | Houston Astros      | 1                   |                     |                            |                            |                            |  |  |              |                |              |
|  | 2               | 2                 | Houston Astros      | 1                   | Houston Astros      | 3                          |                            |                            |  |  |              |                |              |
|  | 2               |                   |                     |                     | Houston Astros      | 3                          |                            |                            |  |  |              |                |              |
|  | 3               | Cleveland Indians | 0                   |                     |                     |                            |                            |                            |  |  |              |                |              |
|  |                 |                   |                     |                     |                     |                            |                            |                            |  |  | AL1          | Boston Red Sox | 4            |
|  |                 |                   | NL2                 | Los Angeles Dodgers | 1                   |                            |                            |                            |  |  |              |                |              |
|  | 1               | Milwaukee Brewers | 3                   |                     |                     |                            |                            |                            |  |  |              |                |              |
|  | 5               | Colorado Rockies  | 0                   |                     |                     |                            |                            |                            |  |  |              |                |              |
|  | 5               | Colorado Rockies  | 0                   |                     | 1                   | Milwaukee Brewers          | 3                          |                            |  |  |              |                |              |
|  | National League |                   |                     |                     | 1                   | Milwaukee Brewers          | 3                          |                            |  |  |              |                |              |
|  |                 | 2                 | Los Angeles Dodgers | 4                   |                     |                            |                            |                            |  |  |              |                |              |
|  | 2               | 2                 | Los Angeles Dodgers | 4                   | Los Angeles Dodgers | 3                          |                            |                            |  |  |              |                |              |
|  | 2               |                   |                     |                     | Los Angeles Dodgers | 3                          |                            |                            |  |  |              |                |              |
|  | 3               | Atlanta Braves    | 1                   |                     |                     |                            |                            |                            |  |  |              |                |              |

### Division Series
American League
| Data                                  | Squadra di casa  | Squadra ospite   | Risultato |
| ------------------------------------- | ---------------- | ---------------- | --------- |
| 5 ottobre                             | Boston Red Sox   | New York Yankees | 5-4       |
| 6 ottobre                             | Boston Red Sox   | New York Yankees | 2-6       |
| 8 ottobre                             | New York Yankees | Boston Red Sox   | 1-16      |
| 9 ottobre                             | New York Yankees | Boston Red Sox   | 3-4       |
| I Boston Red Sox vincono la serie 3-1 |                  |                  |           |

| Data                                    | Squadra di casa   | Squadra ospite    | Risultato |
| --------------------------------------- | ----------------- | ----------------- | --------- |
| 5 ottobre                               | Houston Astros    | Cleveland Indians | 7-2       |
| 6 ottobre                               | Houston Astros    | Cleveland Indians | 3-1       |
| 8 ottobre                               | Cleveland Indians | Houston Astros    | 11-3      |
| Gli Houston Astros vincono la serie 3-0 |                   |                   |           |

National League
| Data                                     | Squadra di casa   | Squadra ospite    | Risultato |
| ---------------------------------------- | ----------------- | ----------------- | --------- |
| 4 ottobre                                | Milwaukee Brewers | Colorado Rockies  | 3-2       |
| 5 ottobre                                | Milwaukee Brewers | Colorado Rockies  | 4-0       |
| 7 ottobre                                | Colorado Rockies  | Milwaukee Brewers | 0-6       |
| I Milwaukee Brewers vincono la serie 3-0 |                   |                   |           |

| Data                                       | Squadra di casa     | Squadra ospite      | Risultato |
| ------------------------------------------ | ------------------- | ------------------- | --------- |
| 4 ottobre                                  | Los Angeles Dodgers | Atlanta Braves      | 6-0       |
| 5 ottobre                                  | Los Angeles Dodgers | Atlanta Braves      | 3-0       |
| 7 ottobre                                  | Atlanta Braves      | Los Angeles Dodgers | 6-5       |
| 8 ottobre                                  | Atlanta Braves      | Los Angeles Dodgers | 2-6       |
| I Los Angeles Dodgers vincono la serie 3-1 |                     |                     |           |

### League Championship Series
American League
| Data                                  | Squadra di casa | Squadra ospite | Risultato |
| ------------------------------------- | --------------- | -------------- | --------- |
| 13 ottobre                            | Boston Red Sox  | Houston Astros | 2-7       |
| 14 ottobre                            | Boston Red Sox  | Houston Astros | 7-5       |
| 16 ottobre                            | Houston Astros  | Boston Red Sox | 2-8       |
| 17 ottobre                            | Houston Astros  | Boston Red Sox | 6-8       |
| 18 ottobre                            | Houston Astros  | Boston Red Sox | 1-4       |
| I Boston Red Sox vincono la serie 4-1 |                 |                |           |

National League
| Data                                       | Squadra di casa     | Squadra ospite      | Risultato |
| ------------------------------------------ | ------------------- | ------------------- | --------- |
| 12 ottobre                                 | Milwaukee Brewers   | Los Angeles Dodgers | 6-5       |
| 13 ottobre                                 | Milwaukee Brewers   | Los Angeles Dodgers | 3-4       |
| 15 ottobre                                 | Los Angeles Dodgers | Milwaukee Brewers   | 0-4       |
| 16 ottobre                                 | Los Angeles Dodgers | Milwaukee Brewers   | 2-1       |
| 17 ottobre                                 | Los Angeles Dodgers | Milwaukee Brewers   | 5-2       |
| 19 ottobre                                 | Milwaukee Brewers   | Los Angeles Dodgers | 7-2       |
| 20 ottobre                                 | Milwaukee Brewers   | Los Angeles Dodgers | 1-5       |
| I Los Angeles Dodgers vincono la serie 4-3 |                     |                     |           |

### World Series
| Data                                  | Squadra di casa     | Squadra ospite      | Risultato |
| ------------------------------------- | ------------------- | ------------------- | --------- |
| 23 ottobre                            | Boston Red Sox      | Los Angeles Dodgers | 8-4       |
| 24 ottobre                            | Boston Red Sox      | Los Angeles Dodgers | 4-2       |
| 26 ottobre                            | Los Angeles Dodgers | Boston Red Sox      | 3-2       |
| 27 ottobre                            | Los Angeles Dodgers | Boston Red Sox      | 6-9       |
| 28 ottobre                            | Los Angeles Dodgers | Boston Red Sox      | 1-5       |
| I Boston Red Sox vincono la serie 4-1 |                     |                     |           |

#### ALCS MVP
- Jackie Bradley Jr.[7]

#### NLCS MVP
- Cody Bellinger[7]

#### World Series MVP
- Steve Pearce[7]

## Premi

### Premi annuali

#### Guanto d'oro
| American League    | National League | Posizione        |
| ------------------ | --------------- | ---------------- |
| Dallas Keuchel     | Zack Greinke    | Lanciatore       |
| Salvador Pérez     | Yadier Molina   | Ricevitore       |
| Matt Olson         | Freddie Freeman | Prima base       |
| Matt Olson         | Anthony Rizzo   | Prima base       |
| Ian Kinsler        | D.J. LeMahieu   | Seconda base     |
| Matt Chapman       | Nolan Arenado   | Terza base       |
| Andrelton Simmons  | Nick Ahmed      | Interbase        |
| Alex Gordon        | Corey Dickerson | Esterno sinistro |
| Jackie Bradley Jr. | Ender Inciarte  | Esterno centro   |
| Mookie Betts       | Nick Markakis   | Esterno destro   |

#### Silver Slugger Award
| American League  | National League  | Posizione        |
| ---------------- | ---------------- | ---------------- |
| J.D. Martinez    | Germán Márquez   | DH/Lanciatore    |
| Salvador Pérez   | J. T. Realmuto   | Ricevitore       |
| José Abreu       | Paul Goldschmidt | Prima base       |
| José Altuve      | Javier Báez      | Seconda base     |
| José Ramírez     | Nolan Arenado    | Terza base       |
| Francisco Lindor | Trevor Story     | Interbase        |
| J.D. Martinez    | Christian Yelich | Esterno sinistro |
| Mike Trout       | David Peralta    | Esterno centro   |
| Mookie Betts     | Nick Markakis    | Esterno destro   |

#### MVP
- American League: Mookie Betts[7][10]
- National League: Christian Yelich[7][10]

#### Esordiente dell'anno
- American League: Shōhei Ōtani[7]
- National League: Ronald Acuña Jr.[7]

#### Cy Young Award
- American League: Blake Snell[7]
- National League: Jacob deGrom[7]

#### Lanciatore di rilievo dell'anno
- American League: Edwin Díaz[7]
- National League: Josh Hader[7]

#### Hank Aaron Award
- American League: J.D. Martinez[7]
- National League: Christian Yelich[7]

#### Defensive Player of the Year
- C: Mike Zunino (SEA)
- 1B: Freddie Freeman (ATL)
- 2B: D.J. LeMahieu (COL)
- 3B: Matt Chapman (OAK)
- SS: Andrelton Simmons (LAA)
- LF: Alex Gordon (KC)
- CF: Kevin Kiermaier (TB)
- RF: Mookie Betts (BOS)
- P: Zack Greinke (ARI)

#### Roberto Clemente Award
- Yadier Molina[7]

#### Manager of the Year
- American League: Bob Melvin[7]
- National League: Brian Snitker[7]

#### MLB Executive of the Year
- Billy Beane[7]

### Premi mensili e settimanali

#### Giocatori del mese
| Mese      | American League  | National League  |
| --------- | ---------------- | ---------------- |
| Aprile    | Didi Gregorius   | A. J. Pollock    |
| Maggio    | Francisco Lindor | Scooter Gennett  |
| Giugno    | Alex Bregman     | Paul Goldschmidt |
| Luglio    | José Ramírez     | Matt Carpenter   |
| Agosto    | J.D. Martinez    | Justin Turner    |
| Settembre | Mike Trout       | Christian Yelich |

#### Lanciatori del mese
| Mese      | American League  | National League |
| --------- | ---------------- | --------------- |
| Aprile    | Sean Manaea      | Max Scherzer    |
| Maggio    | Justin Verlander | Max Scherzer    |
| Giugno    | Chris Sale       | Jon Lester      |
| Luglio    | Chris Sale       | Zack Greinke    |
| Agosto    | Blake Snell      | Cole Hamels     |
| Settembre | Blake Snell      | Germán Márquez  |

#### Esordiente del mese
| Mese      | American League     | National League      |
| --------- | ------------------- | -------------------- |
| Aprile    | Shōhei Ōtani        | Christian Villanueva |
| Maggio    | Gleyber Torres      | Austin Meadows       |
| Giugno    | Miguel Andujar      | Juan Soto            |
| Luglio    | Lourdes Gurriel Jr. | Juan Soto            |
| Agosto    | Miguel Andujar      | Ronald Acuña Jr.     |
| Settembre | Shōhei Ōtani        | Juan Soto            |

#### Giocatori della settimana
| Settimana            | American League   | National League  |
| -------------------- | ----------------- | ---------------- |
| 29 marzo - 1º aprile | Justin Smoak      | Adam Eaton       |
| 2-8 aprile           | Shōhei Ōtani      | Jameson Taillon  |
| 9-15 aprile          | Justin Verlander  | Max Scherzer     |
| 16-22 aprile         | Sean Manaea       | Patrick Corbin   |
| 16-22 aprile         | Manny Machado     | Patrick Corbin   |
| 23-29 aprile         | Didi Gregorius    | Joey Votto       |
| 30 aprile - 6 maggio | Francisco Lindor  | A. J. Pollock    |
| 7-13 maggio          | Francisco Lindor  | Scooter Gennett  |
| 7-13 maggio          | James Paxton      | Scooter Gennett  |
| 14-20 maggio         | J.D. Martinez     | Brandon Belt     |
| 21-27 maggio         | Gleyber Torres    | Scooter Gennett  |
| 28 maggio - 3 giugno | Edwin Encarnación | Matt Kemp        |
| 4-10 giugno          | Eduardo Escobar   | Paul Goldschmidt |
| 11-17 giugno         | Evan Gattis       | Marcell Ozuna    |
| 18-24 giugno         | Nelson Cruz       | Nolan Arenado    |

| Settimana               | American League      | National League  |
| ----------------------- | -------------------- | ---------------- |
| 25 giugno - 1º luglio   | Alex Bregman         | Javier Báez      |
| 2-8 luglio              | Xander Bogaerts      | Mark Reynolds    |
| 9-15 luglio             | José Ramírez         | Trevor Story     |
| 19-22 luglio            | Rougned Odor         | Matt Carpenter   |
| 23-29 luglio            | Jonathan Schoop      | Christian Yelich |
| 30 luglio - 5 agosto    | Rougned Odor         | Matt Carpenter   |
| 6-12 agosto             | J.D. Martinez        | Ryan Zimmerman   |
| 13-19 agosto            | Nicholas Castellanos | Ronald Acuña Jr. |
| 20-26 agosto            | Kendrys Morales      | Anthony Rizzo    |
| 27 agosto - 2 settembre | Gleyber Torres       | Christian Yelich |
| 3-9 settembre           | Shōhei Ōtani         | Bryce Harper     |
| 10-16 settembre         | Justin Verlander     | Yasiel Puig      |
| 17-23 settembre         | Yuli Gurriel         | Christian Yelich |
| 24-30 settembre         | Luke Voit            | David Dahl       |

## Modifiche alle regole
La MLB ha deciso di modificare le norme che regolano la velocità delle partite, tra cui le pause tra un inning e l'altro, in modo da renderle uguali alla durata delle pubblicità dei canali che trasmettono le partite, e le visite al monte da parte degli allenatori, che sono passate a sei visite per nove inning, con l'aggiunta di una visita per ogni extra-inning giocato.

## Ritiri

### Numeri ritirati
- I Toronto Blue Jays hanno ritirato il numero 32 il 29 marzo, in memoria di Roy Halladay.[16]
- L'11 agosto i San Francisco Giants hanno ritirato il numero 25 di Barry Bonds.[17]
- Il 12 agosto i Detroit Tigers hanno ritirato il numero 47 di Jack Morris e il 26 agosto il numero 3 di Alan Trammel.[18]